# 国立护理大学校
国立看護大学校
| 大学設立 | 2001年                              |
| 学校種別 | 省廳大学校                          |
| 設置者   | 國立國際醫療研究中心                |
| 大学校長 | 萱間 真美                           |
| 所在地   | 日本東京都清瀨市梅園1-2-1           |
| 学部     | 看護学部                            |
| 大学院   | 研究課程部                          |
| 網站     | www.ncn.ac.jp（页面存档备份，存于） |

国立护理大学校（国立看護大学校 こくりつかんごだいがっこう、National College of Nursing）位于日本东京都清濑市的國立國際醫療研究中心直辖学校，与一般大学不同，該校属于国立国际医疗研究中心的一部分。主要目的为培养国立高度专门医疗中心中与政策医疗相关的护理师。学习年限为4年，授予护理师・助产师的国家考试资格。学士（护理学）学位，需要通过申请大學改革支援、學位授與機構才能获得。

## 沿革
- 2001年　设立（1学年定员100名）
- 2005年　研究课程部护理学研究科（相当于硕士课程）开设

## 大学校长
- 萱間 真美

## 設置該大學校之机构
- 国立国际医疗研究中心

## 关联项目
- 护理学
- 护理大学